# Endrik Wottrich
Endrik Wottrich (13. října 1964 Celle, Německo – 26. dubna 2017) byl německý operní pěvec s hlasem hrdinného tenora.
Narodil se 13. října 1964 v dolnosaském Celle. Nejprve začal studovat hru na housle, následně přešel ke zpěvu a získal stipendium pro studium na newyorské Juilliard School. V roce 1992 debutoval ve Státním divadle ve Wiesbadenu v roli Cassia v opeře Othello. Od následujícího roku nastoupil ve Státní opeře v Berlíně, kde zůstal po dobu dalších šesti let. Hostoval také v Amsterdamu, Drážďanech, Vídni, Stuttgartu nebo Wiesbadenu.
V roce 1996 poprvé vystoupil v Carnegie Hall spolu s Chamber Orchestra of Europe pod vedením Nikolause Harnoncourta. Téhož roku účinkoval i Bayreuthu jako Mladý námořník v Tristanovi a Isoldě. Zde vystupoval v následujících letech pravidelně. V sezoně 1999/2000 účinkoval v milánské La Scale s dirigentem Riccardem Mutim, a to v Dialozích karmelitek a Fideliu. Od následující sezony se poprvé objevil i v Bonnu v titulní roli Dona Carlose. V dalších letech hrál i v Mistrech pěvcích norimberských či Bludném Holanďanovi v Bayreuthu nebo v Arabelle v pařížském Théâtre du Châtelet, ztvárnil Siegmunda ve Valkýře v drážďanské Semperově opeře i ve Stockholmu, Paříži a Bayreuthu, také titulní roli Parsifala v Bayreuthu či titulní roli Tannhäusera v La Scale.
Roku 2007 debutoval v Royal Opera House Covent Garden v roli Florestana ve Fideliu. Následoval Tambormajor ve Vojckovi, účinkování v Tokiu i v Bavorské státní opeře v Mnichově, titulního Lohengrina hrál také v Tampere. Vystoupil v Sofii i Montréalu jako Samson v Samsonovi a Dalile nebo v Neapoli jako Tristan i jako Rustan v opeře Waltera Braunfelse Sen jako život. V Lipsku se objevil jako Arindal ve Vílách Richarda Wagnera. Ve vídeňské Volksoper účinkoval jako Bakchus v Ariadně na Naxu, jako Siegmund v rámci projektu Wagnerův prsten v jednom večeru či jako Hagenbach v Catalaniho opeře La Wally. Ta zůstala jeho posledním počinem.
Podílel se úlohou Maxe na nahrávce Weberovy opery Čarostřelec spolu s dirigentem Nikolausem Harnoncourtem a Berlínskými filharmoniky pro firmu Teldec, která byla nominována v 39. ročníku Ceny Grammy.
Dne 26. dubna 2017 zemřel ve svých 52 letech na srdeční infarkt.